# Distrito de Masindi
Masindi es un distrito localizado en Uganda occidental. Como otros distritos de Uganda, se nombra igual que su ciudad capital, la ciudad de Masindi. La región del país en el cual el distrito está situado es relativamente seca, pero es bastante fértil y sirve de sustento para la mayoría de su población rural. La mayor parte de los residentes del distrito son pobres y rurales. Posee 342.635 habitantes (censo de 2024).
La organización no-gubenamental Build Africa tiene una base regional en Masindi, y traba en una variedad de proyectos con niños locales y gente joven. También contiene un asilo donde la gente desplazada de Acholi, debido a la guerra entre el gobierno y el Ejército de Resistencia del Señor (LRA), puede alimentarse y educarse a través de la escuela secundaria y vocacional en este sitio.